# Цветочные осы
Цветочные осы, мазарины (лат. Masarinae) — подсемейство одиночных ос семейства складчатокрылых (Vespidae). Ранее выделялось в самостоятельное семейство мазарид (Masaridae).

## Описание
Преимущественно мелкие формы, длина тела редко свыше 1 см, брюшко полосатое. Питаются нектаром и пыльцой цветковых растений; в отличие от пчёл, пыльцу переносят в зобу. Самки строят одиночные гнёзда (с одной, иногда несколькими изолированными ячейками) в земле или на ветвях, обычно из цементированной выделениями слюнных желез глины или смеси глины с песком. В ячейку гнезда самка откладывает яйцо, заполняет её смесью пыльцы и нектара и запечатывает. Личинка развивается в течение нескольких месяцев, затем плетёт внутри ячейки плотный кокон (окукливается). Жизненный цикл до 2 лет.

## Систематика
Около 100 видов, распространённых преимущественно в пустынных зонах земного шара. Выделяют 2 трибы (Gayellini и Masarini) и 14 родов.
Gayellini
- Gayella
- Paramasaris

Masarini
- Priscomasarina
  - Priscomasaris
- Paragiina
  - Metaparagia
  - Paragia
- Masarina
  - Celonites
    - Celonites jousseaumei
    - Celonites yemenensis

  - Ceramiopsis
  - Ceramius
  - Jugurtia
  - Masarina
  - Masaris
  - Pseudomasaris
  - Quartinia
    - Quartinia arenaria
    - Quartinia nubiana

  - Trimeria